# 環球煙草公司
環球煙草公司（英語：Universal Corporation，（：UVV）），屬於全球最大煙草商，成立於1886年，而總部位於美國弗吉尼亞州里士滿。

## 目前營運
環球煙草在買賣、和熕乾及烤煙流程。與此同時持有Socotab, LLC 49%股權，為最大東方葉捲煙交易商。雖然是最大客戶是奧馳亞（菲利普莫里斯美國控股公司），但絕不會製造捲煙和其他售賣煙草產品。
環球煙草普通股是標準普爾600指數成份股。

## 歷史
自從美國煙草公司在1911年分拆後， Jacquelin (sic) P. Taylor 成立六大原獨立煙草葉商。
在2010年，環球煙草因違反海外反腐敗法（1977年生效），被莫三比克農業局需要支付10,000美元賠償予妻子，同時要繳交1000萬美元罰款。
2020年1月3日，環球煙草認購FruitSmart。

## 外部連結
- 公司網站 （页面存档备份，存于）
- 公司歷史 （页面存档备份，存于）